# Surajsat
Surajsat (arab. صريصات) – wieś w Syrii, w muhafazie Aleppo, w dystrykcie Dżarabulus. W 2004 roku liczyła 1517 mieszkańców.